# Alonso de Salazar y Ceballos
Alonso Eduardo de Salazar y Ceballos (* Arequipa, 12 de octubre de 1687 - † Lima, 9 de mayo de 1741), fue un catedrático y magistrado criollo que ejerció importantes cargos judiciales y académicos en el Virreinato del Perú. Rector de la Universidad de San Marcos.

## Biografía
Sus padres fueron los arequipeños Alonso de Salazar Solís y Ruiz de Sosa, y Manuela de Ceballos Miranda. Inició sus estudios en el Real Colegio de San Martín (1703) y los continuó en la Universidad de San Marcos, donde obtuvo el grado de Doctor en Leyes y Cánones. Recibido como abogado ante la Real Audiencia de Lima, fue nombrado fiscal del crimen suplente de la misma (1726). 
Incorporado a la docencia en la Universidad de San Marcos, dictó la cátedra de Vísperas de Leyes y mediante sucesivas elecciones del claustro fue nombrado rector de dicha casa de estudios. Durante su gestión se imprimieron las Constituciones y ordenanzas antiguas, añadidas y modernas... de la Universidad, por orden del virrey Marqués de Castelfuerte (1735).
| Predecesor: Fernando de Beingolea | Rector de la Universidad de San Marcos 1734 - 1737 | Sucesor: Pedro de Zubieta y Roxas |